# Kiss Károly (politikus)
Kiss Károly (Bicske, 1903. szeptember 24. – Budapest, 1983. december 4.) cipész, kommunista politikus, külügyminiszter, miniszterelnök-helyettes. A Rákosi- és a korai Kádár-korszakban egyaránt a legfelső pártvezetéshez tartozott.

## Élete

### A Horthy-korszakban
Református családban született, apja cipész volt, akinek ő maga is folytatta a szakmáját: hat elemi elvégzése után elvégezte a cipészipari szakiskolát, majd 1915-től az ő műhelyében inaskodott. 1922-ben lett segéd, ekkor a Korondi-cipőgyárban helyezkedett el, belépett a cipészek szakszervezetébe és az MSZDP-be, majd 1923-ban az illegális KMP-be. 1925-ben szervezője volt a KMP legális fedőszerveként működő, Vági István nevéhez kötődő Magyarországi Szocialista Munkáspártnak, majd miután ez év szeptemberében részt vett egy bécsi pártmunkásképző tanfolyamon, letartóztatták és felforgatásért egy év 10 hónapra ítélték. 1927-es szabadulását követően a Biermann-cipőgyár cipésze lett, majd 1928-tól a KMP északi területi bizottságának tagjává választották. 1929-ben ismét elfogták, és 1930 decemberében másfél évre ítélték – ez azonban még abban a hónapban lejárt a vizsgálati fogság beszámítása miatt. Ismét munkahelyet váltott, ezúttal a Népszínház utcában lett cipész. 1931-ben a Komintern megbízásából – hamis papírokkal – a párt újjászervezésére kapott megbízást, de a nyári letartóztatási hullám nyomán Moszkvába rendelték továbbképzésre. 1932-ben, a Nemzetközi Lenin Iskola elvégzését követően Bécsben a KMP Központi Vezetőségének tagjává választották.
Hazatérését követően rögtön letartóztatták és elítélték, 1934 júniusában szabadult. Bár kényszerlakhelyül Bicskét jelölték ki a számára, a fővárosban maradt, és előbb Angyalföldön, majd 1939-től a Nizza Cipőkülönlegességek Gyárában helyezkedett el. 1941 májusában ismét lebukott hamis névhasználattal, így a hatóságok internálták: előbb Kistarcsára, később Nagykanizsára. 1943 nyarán szabadulva a Ládi-féle cipőgyárban kapott munkát. 1944 márciusától szeptemberig, a német megszállás következtében újfent internálták, kiszabadulva pedig Rajk László oldalán a hazai pártszervezet Központi Bizottságának tagjává vált és részt vett a kőbányai és ferencvárosi fegyveres ellenállásban.

### A Rákosi-korszakban
Kiss KB-tagságát a budapesti és debreceni (emigránsokból álló) pártszervezet fúziójakor is megőrizte, közben 1946-ig a párt káderosztályának vezetője és Politikai Bizottságának tagja volt. Ezután a párt Központi Ellenőrző Bizottságának elnökévé nevezték ki, amely funkcióját egészen 1956-ig megőrizte. 1945 áprilisától kezdve minden választáson bekerült a törvényhozásba, 1949-ig Budapestről, attól kezdve 1967-es nyugdíjazásáig Zala megyéből. 1949-ig a testületben jegyzői szerepet töltött be. Eleinte fővárosi szerepet is vállalt: 1945 elején a Budapesti Nemzeti Bizottság, 1945-1949 között pedig a fővárosi törvényhatósági bizottság tagja (1948-ban alelnöke) lett.
1949 tavaszán ismét a káderosztály vezetője lett, augusztustól pedig Elnöki Tanács helyettes elnöke lett. Ugyanebben az évben beiratkozott a katonai akadémiára, amit 1952-re el is végzett. 1951-ben ismét PB-tag, Farkas Mihály és Kovács István mellett tagja volt a Kádár János és Kállai Gyula elleni nyomozást irányító bizottságnak. 1951 májusában külügyminiszter lett a Dobi-kormányban (ekkor ET-funkcióját elvesztette), majd a Rákosi-kormányban miniszterelnök-helyettesi pozíciót kapott. 1953 júniusában, röviddel a kormány leváltása előtt kikerült a KB-ból és az osztály megszűnésével a szervező bizottságban betöltött funkcióját is elvesztette.

### A Kádár-korszakban
1956 júliusában, Rákosi leváltásakor lett ismét, harmadszorra is PB-tag, október 26-tól a hattagú elnökség tagja volt, de nem vett részt az MSZMP megalapításában. November 2-án a szovjetek Tökölről Szolnokra vitték Marosán György, Apró Antal és Nógrádi Sándor társaságában, ahol csatlakoztak a Szovjetunióból rövidesen hazatérő Kádár Jánoshoz. Az MSZMP Ideiglenes Intéző Bizottságában, majd az ebből létrejött PB-ben is tag lett, 1957 februárjában pedig a KB titkárává választották. Eleinte a párt újraszervezésével, később, miután ez nehézségeket okozott számára, az állami hivatalok újraindításával foglalkozott. 1957 májusától nyugdíjazásáig ismét az Elnöki Tanács tagja lett, ahol 1958-tól újfent helyettes elnöki, majd 1961-től pedig titkári szerepkört töltött be.
A párt vezetéséből néhány év múltán kiszorult. Bár haláláig az MSZMP KB tagja maradt, 1961-ben elvesztette KB-titkári funkcióját, 1962 augusztusában pedig a PB-ből is kihagyták. Nyugdíjazását követően haláláig a SZOT alelnöke, 1970-től pedig a Magyar Szolidaritási Bizottság alelnöke volt.

## Művei
- A kommunista pártok harca az osztályellenség behatolási kísérletei ellen; Szikra, Bp., 1951 (Magyar Dolgozók Pártja Központi Előadó Irodájának előadásai)
- A kádermunka feladatai az új szakaszban; Szikra, Bp., 1954
- Az MSZMP a munkásosztály forradalmi pártja; Kossuth, Bp., 1957
- Nincs megállás; Kossuth, Bp., 1974

## Díjai, kitüntetései
- A Magyar Szabadság Érdemrend ezüst fokozata (1947)
- A Magyar Köztársasági Érdemrend középkeresztje (1948)
- A Magyar Népköztársasági Érdemrend III. fokozata (1950)
- Munkás-paraszt Hatalomért emlékérem (1958)
- Munka Érdemrend (1963)
- Szocialista Hazáért érdemrend (1967)
- A Munka Érdemrend arany fokozata (1967, 1970)
- Felszabadulási Jubileumi Emlékérem (1970)
- A Munka Vörös Zászló Érdemrendje (1978)
- A Magyar Népköztársaság Zászlórendje (1983)